# Библиотека Юнеса и Сорайи Назарян

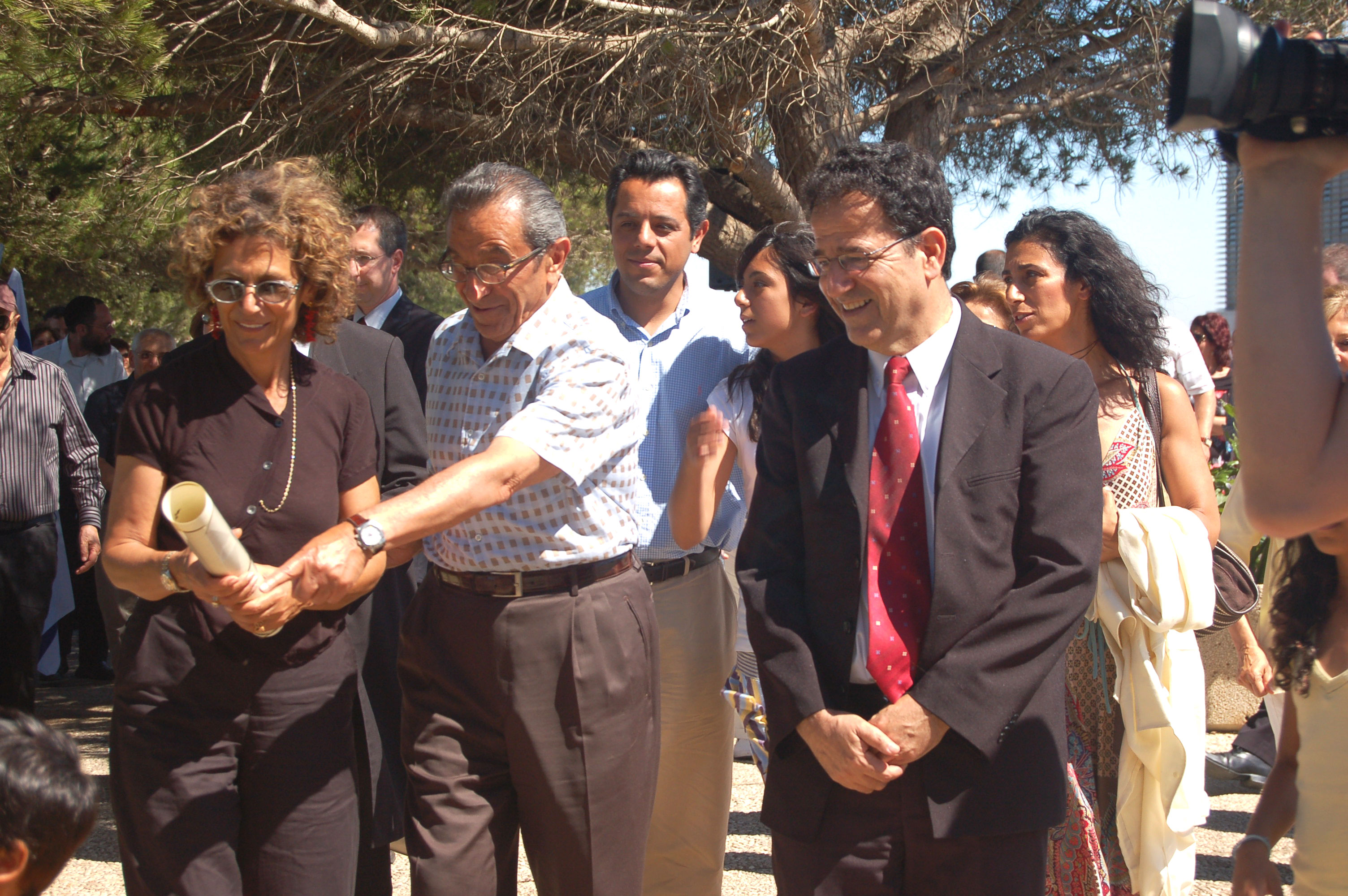
Церемония закладки краеугольного камня нового крыла библиотеки, июль 2007 г. Слева направо: Сорайя и Юнес Назарян, Аарон Бен-Зеев.

Библиотека Юнеса и Сорайи Назарян  — центральная академическая библиотека Хайфского университета и одна из крупнейших в Израиле. Это также одна из самых передовых израильских библиотек с точки зрения обслуживания, коллекции, физического пространства и библиотечных информационных систем.
С момента своего основания в 1963 году библиотека управляется центральной администрацией. Библиотека предлагает большой пласт академического материала с возможностью поиска  через Интернет.
Роль библиотеки в академической деятельности университета основана на профессиональной специализации, позволяющей оказывать информационные услуги по широкому спектру дисциплин и типов информации.
Библиотека проводит большую работу по  разработке, консервации документов и оцифровке специальных коллекций, таких как диссертации, исследовательские публикации, исторические фотографии Земли Израиля и архивы театрального и исполнительского искусства. Коллекции, которые отображаются в разделе « Цифровые проекты и архивы — Цифровые коллекции», направлены на помощь в обучении и исследованиям в университете и за его пределами. Особое внимание уделяется обеспечению доступности как в краткосрочной, так и в долгосрочной перспективе для академического сообщества и широкой общественности, заинтересованной в вопросах сохранения академического наследия.
Дополнительным отличительным проектом является выпуск Индекса периодических изданий на иврите, базы данных статей и периодических изданий на иврите.

## Коллекция

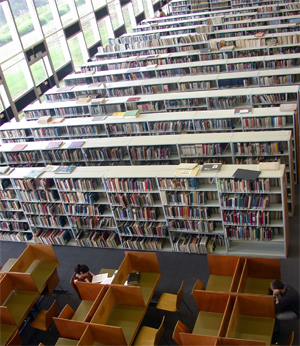
Полки в общей коллекции – Библиотека Юнеса и Сорайи Назарян, Хайфский университет

Коллекция библиотеки насчитывает более двух миллионов единиц хранения, включая книги и периодические издания (в печатном и цифровом форматах), онлайн-базы данных по различным дисциплинам, карты и другие картографические материалы, фильмы, аудиозаписи, изображения и архивные материалы. Все данные  Библиотеки можно искать и извлекать с помощью OneSearch — единого окна поиска на веб-сайте Библиотеки.
Коллекции библиотеки включают:
- Общая коллекция – Большинство изданий находятся в открытом книгохранении и могут быть взяты на руки на 2 недели.
- Фондовая коллекция – насчитывает более 15 000 единиц хранения, в том числе: учебники, переданные в коллекцию по заявкам преподавателей; сборники психологических оценочных тестов; и личные книги лекторов, предоставленные для использования студентами. Большинство предметов из этой коллекции можно взять напрокат на три дня, некоторые только на одну ночь, а некоторые предназначены для внутреннего пользования.
- Коллекция периодических изданий – эта коллекция разделена на лоазские (т.е. нееврейские) издания, издания  на иврите и микроформы . Периодические издания могут быть взяты напрокат на одну неделю сотрудниками университета и докторантами. на 2011 год  Коллекция периодических изданий содержала более 45 000 наименований, в том числе более 20 000 электронных журналов.
- Медиа-коллекция — содержит аудиовизуальные материалы библиотеки, такие как видео, аудио, партитуры, карты, спутниковые снимки, аэрофотоснимки, географические атласы, глобусы и исторические карты. Наряду с этим имеются инструменты, позволяющие использовать непечатный материал (стереосистемы, видеосистемы и DVD). Кроме того, существуют специальные коллекции книг по искусству, фотографии, географии, экологии, музыке, археологии и картографии, а также соответствующие печатные материалы, сопровождающие непечатные коллекции.
- Юридическая коллекция – Содержит печатные и электронные материалы, в том числе юридическую литературу из Израиля и других стран: книги, периодические издания и юридические энциклопедии. Имеются также резервные книги, обязательные для чтения по курсам юридического факультета по заявкам преподавателей; архивы израильского и зарубежного законодательства и судебных решений; и юридические базы данных.
- Коллекция психологических тестов — содержит анкеты и инструменты оценки в различных областях, таких как психология, эрготерапия, физическая реабилитация и т.д. . Кроме того, каждая анкета в диссертации — оригинальная, переведенная или адаптированная — каталогизирована.
- Коллекция словарей - включает словари для многих языков, которые можно брать только для экзаменов.
- Коллекция детской литературы - содержит около 22 000 книг для досуга и чтения, около 20 000 на иврите и 2000 на арабском языке. Книги не выдаются домой. В рамках публичной программы популяризации  проводятся различные мероприятия в области информационной грамотности и поощрения чтения для учащихся общеобразовательных и специальных учебных заведений. Предметный указатель детской и юношеской литературы, разработанный библиотекой, позволяет осуществлять поиск в коллекции по темам.
- Коллекция редких книг — содержит более 3000 книг, в том числе уникальные единицы хранения, которые больше нельзя купить, книги, выпущенные ограниченным тиражом, и книги, уникальные благодаря своему переплету. Среди экспонатов коллекции редких книг есть произведения по иудаике, отдельные страницы из « Генизы » и « Богословско-политический трактат » Спинозы, включая рукописные записи автора.
- Архив Аба Хоуши - содержит множество документов, лекций, протоколов, фотографий и некоторых личных вещей Аба Хоуши с 1919 по 1969 год, которые накопились за годы его пребывания в Израиле в качестве общественного деятеля и партийного деятеля, в качестве секретаря Хайфского рабочего комитета,  мэра Хайфы с 1951 по 1969 год.

В дополнение к вышеперечисленному разнообразные коллекции цифровых фотографий, а также база данных израильских театральных архивов.

## Услуги
По состоянию на 2012 год посетителям Библиотеки доступно около 160 компьютерных станций для поиска и получения информации. Ресурсы библиотеки доступны университетскому сообществу и за пределами кампуса. В библиотеке есть несколько справочных служб:  Межбиблиотечный абонемент; Резервы-СМИ и периодические издания, другие.
Пользователи также могут получить помощь от удаленной справочной службы, включая ответы по электронной почте и WhatsApp. Библиотека также предоставляет услуги фотокопирования, сканирования, цветной печати, записи компакт-дисков и переплета документов. В здании библиотеки и большей части университета есть доступ к бесплатному Wi-Fi .
Вход бесплатный для посетителей, в том числе для старшеклассников 10-го класса и старше, но за помощь в поиске материалов взимается плата.
Большинство коллекций библиотеки находятся в свободном доступе.

## Расположение и структура

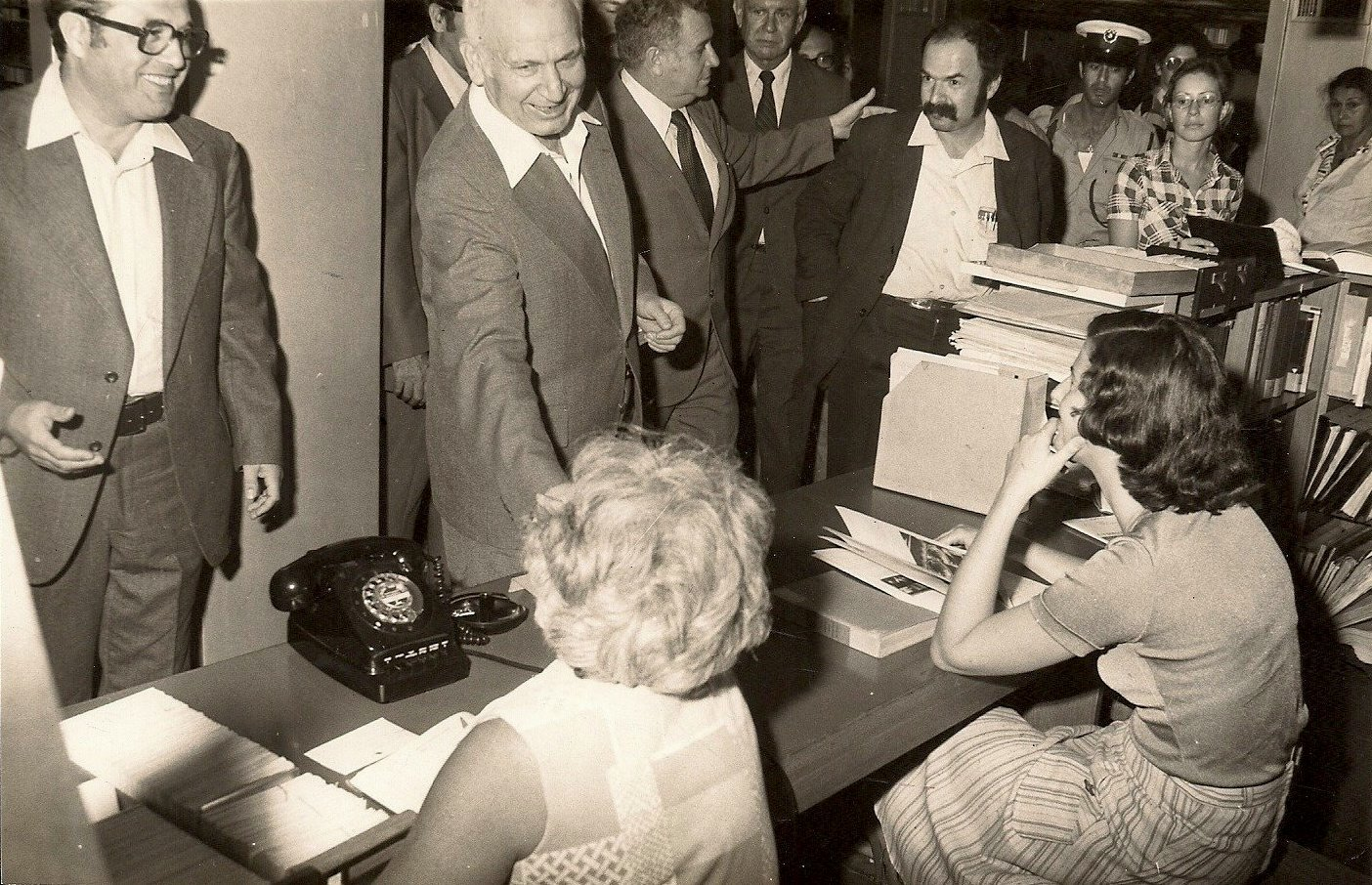
Визит Эфраима Кацира, четвертого президента Израиля, в библиотеку Хайфского университета, 15 ноября 1976 г. Справа от Кацира Шмуэль Север, директор библиотеки, а слева от него Элиэзер Рафаэли, ректор университета. Библиотекари: Рина Ирмай (слева) и Сара Шпигель (справа).

Местонахождение библиотеки изменилось с тех пор, как она впервые открылась в 1963 году, в средней школе в доме Эдельштейна на улице Я.Л. Перец в районе Адар -Кармель.
В середине 1960-х годов Библиотека в рамках Университета Хайфы переехала на новое место -  в хайфскую городскую школу «Ирони Хех», на улицу Бикурим в Хадар ха-Кармель. С 1969 г. до лета 1973 г. библиотека была временно переведена на верхний этаж многофункционального здания в новом кампусе университета.
В начале 1970-х годов началось строительство библиотеки на ее нынешнем месте в рамках проекта по созданию университета, разработанного Оскаром Нимейером. В соответствии с концепцией архитектора «университет под одной крышей», библиотека была основана как центральная библиотека, обслуживающая все факультеты, представляющая собой академический центр, где исследователи  разных дисциплин могли бы взаимодействовать и обогащать друг друга знаниями.
Шмуэль Север,  директор библиотеки в то время, посвятил несколько месяцев планированию современной большой библиотеки.
Архитектор Шломо Гилад воплотил свои концепции  в архитектурные планы.
Оскар Нимейер спроектировал здание, в котором расположена библиотека, в стиле «бруталистической архитектуры».
Работы по планированию и строительству продолжались несколько лет и, как завершились как раз в момент неожиданного начала Войны Судного дня 1973 года. Несмотря на ограничения и нехватку рабочих для установки полок, обслуживания и переноски грузов, Шмуэль Север потребовал, чтобы библиотека переехала в новое помещение в соответствии с графиком. И действительно, после детального планирования и несмотря на острую нехватку рабочих, библиотекарей и книги перевели на новое место. Теперь читатели могли пользоваться большим читальным залом с высокими потолками (который в то время считался самым большим на Ближнем Востоке), восточный фасад которого полностью состоял из окон, выходивших на великолепный вид на Хайфский залив.
В читальном зале стояли десятки рабочих столов и стульев, угол наклона спинки которых был выбран из нескольких моделей путем опроса читателей.
Сами книги были размещены в галереях на четырех уровнях библиотеки. Широкие коридоры, протянувшиеся в здании с востока на запад, обеспечивали максимальное освещение.
Приказ архитектора Гилада запрещал закрывать эти коридоры, чтобы не мешать дневному свету. Новые коричневые ковры добавили теплоты Библиотеке, а деревянные панели на полках и стенах смягчили их сероватый цвет.
В то время казалось, что книжные полки будут стоять вечно, что Библиотека не имеет границ, и ей суждено долгие годы служить читателям. Фактически, библиотека, спроектированная Нимейером, выполняла свою задачу более тридцати лет. Но в начале XXI века библиотека оказалась слишком маленькой и устаревшей, чтобы вместить ее растущие коллекции и предоставляемые ею актуальные библиотечные услуги и технологии. Библиотека не была приспособлена для того, чтобы реагировать на меняющиеся потребности в исследованиях и обучении, а также на ожидания руководителей в отношении гостеприимной и дружелюбной среды.
Барух Кипнис, директор библиотеки с 2001 по 2005 год, инициировал идею расширения и реконструкции библиотеки в соответствии с изложенными им принципами планирования и архитектурной программой, которую он подготовил вместе с сотрудниками библиотеки. Его  усилиями удалось добиться согласия администрации университета на поддержку идеи расширения и реконструкции.
В 2002 году состоялся архитектурный конкурс, основанный на сформулированных принципах и программе. Архитектор Асаф Лерман был выбран для планирования и контроля за строительством нового крыла. Проект возведения здания получил импульс после получения щедрого пожертвования от семьи Назарян. Директор библиотеки Орен Вайнберг руководил строительными работами до их завершения.
Лерман использовал модные материалы, такие как бетон, стекло и дерево, и спланировал новое крыло в духе неомодернизма, создав удачный диалог со старым крылом, построенным в модернистском стиле Нимейера. Строительство было завершено в 2010 году. За планирование нового крыла архитектор Лерман был выбран в качестве одного из пяти финалистов премии Рехтера 2010 года в области архитектуры.
В июне 2012 года был завершен ремонт первоначального крыла библиотеки, включая реорганизацию входа в библиотеку, внутренних помещений, уголков для занятий, центральной зоны обслуживания и абонементных столов.

## Расширение, 2007–2012 гг.

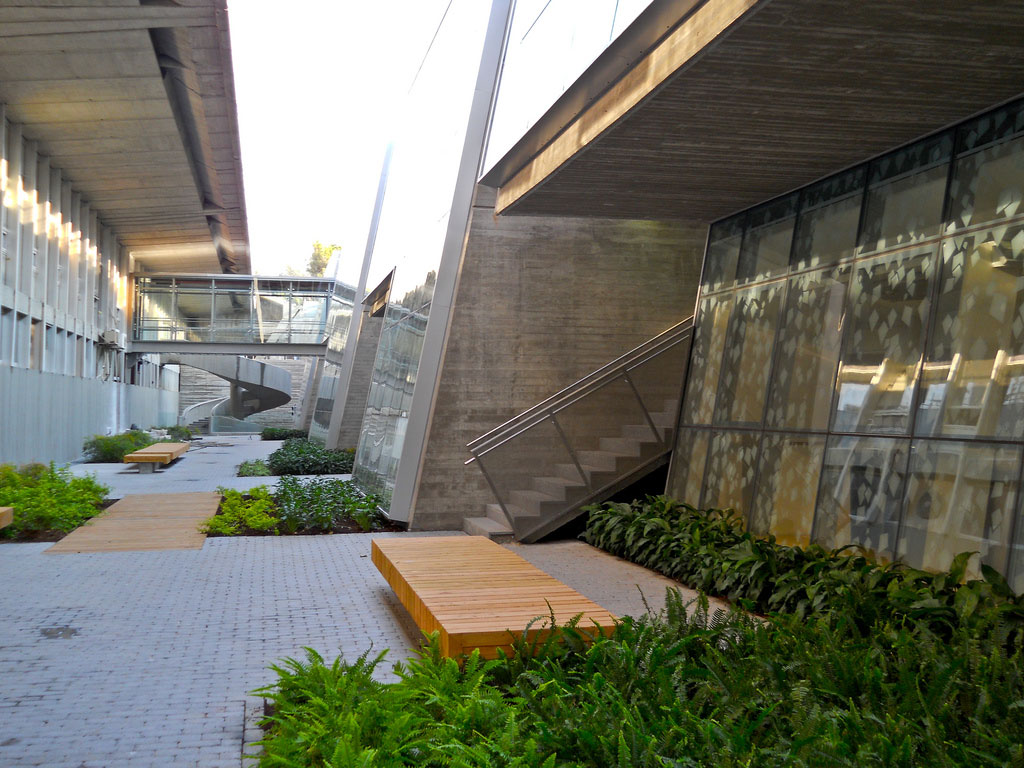
Вход и внутренний двор, южное крыло 2012.

В 2007 году Сорайя и Юнес Назарян, ведущие члены сообщества персидских евреев -экспатриантов в Лос-Анджелесе, сделали щедрое пожертвование университету на ремонт и расширение библиотеки, включая строительство нового крыла.
Назарианцы известны своей благотворительной деятельностью от имени сообщества в различных областях, включая искусство, здравоохранение и развитие высших учебных заведений в США и Израиле. Пара делает пожертвования образовательным учреждениям в Израиле, потому что убеждена, что образование необходимо для будущего Израиля. Они считают, что инвестиции в образование улучшат не только личное положение каждого гражданина, но и экономическое положение всей нации.
В июне 2007 года Юнес Назарян получил звание почетного доктора на заседании Совета управляющих университета в знак признания его пожертвований и приверженности Государству Израиль и евреям во всем мире.
Церемония открытия нового крыла, официально названного Южным крылом, состоялась 31 мая 2011 года, когда библиотека была переименована в Библиотеку Юнеса и Сорайи Назарян Хайфского университета. 3 июня 2012 г., во время 40-го ежегодного собрания Совета управляющих университета и в присутствии жертвователей, состоялась дополнительная торжественная церемония открытия, посвященная завершению ремонта библиотеки.

## Технологическое развитие

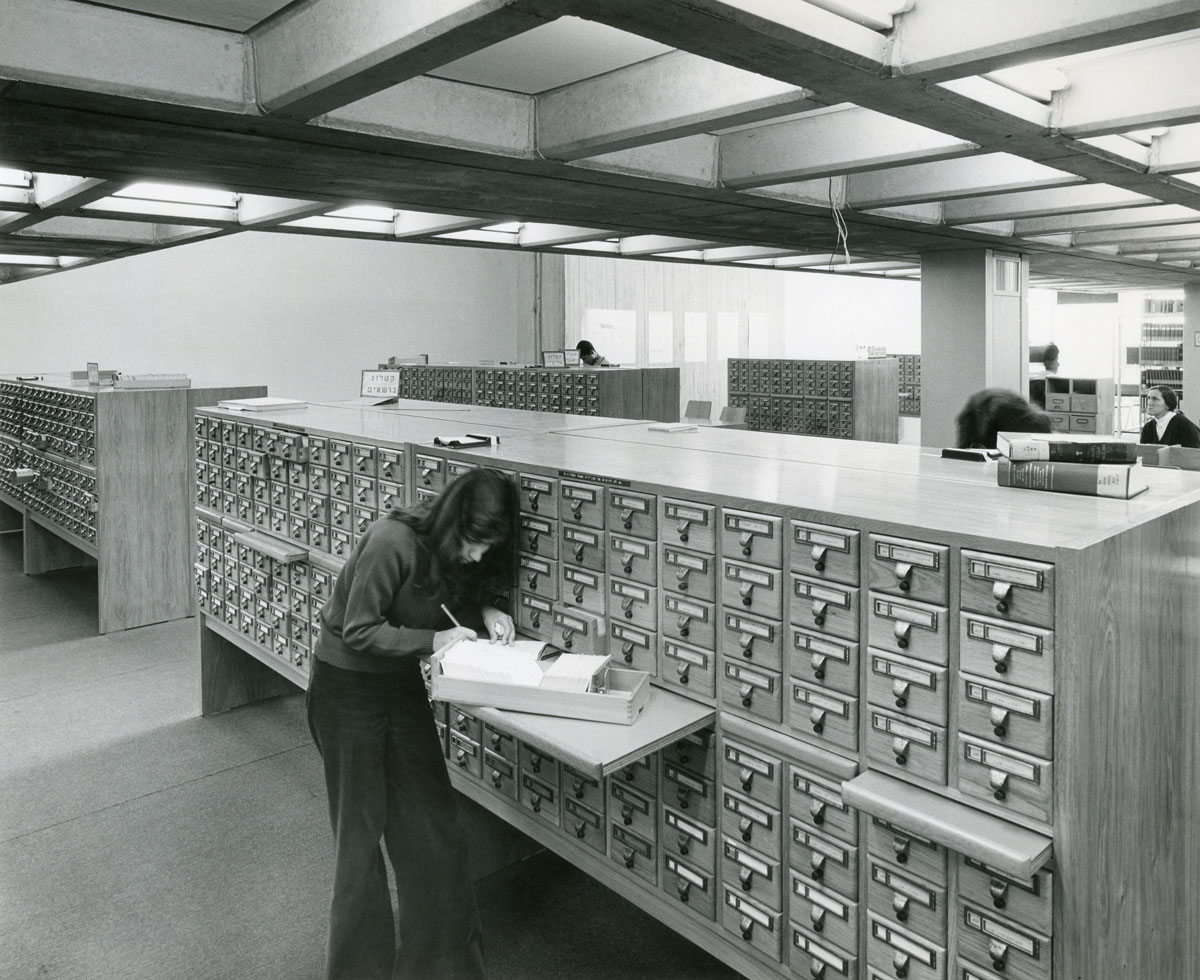
Традиционный карточный каталог

С момента открытия библиотеки в начале 1960-х годов она развивалась в соответствии с изменениями технологической среды. Центральным изменением стал переход от использования десятичной системы классификации Дьюи к системе Библиотеки Конгресса, которая в то время была неизвестна в Израиле. Этот переход возглавили Эльханан Адлер и Авива Шихор  . Дополнительными вехами стали компьютерная революция, которую пережила библиотека с конца 1970-х годов, и появление Интернета в начале 1990-х.
Технологические разработки повлияли на средства хранения информации, библиотечный каталог и базы данных, с одной стороны, и на поиск информации, с другой. Многочисленные преобразования в профессиональной деятельности библиотекарей и специалистов по информации, а также в использовании Библиотеки и ее ресурсов включали удаленный доступ к библиотечному каталогу и библиографическим базам данных, электронным периодическим изданиям и книгам, а также удаленные справочные службы (по телефону, электронной почте и т. ватсап).
Влияние технического прогресса очевидно во всей библиотеке. Традиционный карточный библиотечный каталог был заменен в 1980-х годах компьютеризированным каталогом, который развивался с годами и стал доступен через Интернет. Доступ ко многим базам данных был преобразован из локальной сети компакт-дисков в онлайн-форматы. Большинство периодических изданий были переведены в цифровой формат, доступный из любого места в любое время. Коллекции слайдов, фотографий и результатов университетских исследований были отсканированы и объединены в Цифровой медиацентр. Со временем электронные книги составляют все большую часть коллекции библиотеки.
Уникальным проектом библиотеки является Индекс периодических изданий на иврите, междисциплинарный инструмент, который предоставляет пользователям доступ к научным, деловым и публицистическим статьям. Индекс содержит ссылки на сотни тысяч статей из избранных периодических изданий, сборников и ежедневных газет во многих областях: иудаика, литература, образование, история, археология, искусство, архитектура, медицина, право, сельское хозяйство, природа, наука, техника, общество. С момента своего создания в 1977 году проект индексирования с годами трансформировался из печатного формата в компьютеризированный и далее был включен в библиотечные услуги, доступные через Интернет.
С 2009 года онлайн-сервисы Библиотеки были объединены в рамках портала OneSearch на основе системы Primo, который обеспечивает единую точку входа ко всем ресурсам Библиотеки. Библиотека первой в Израиле внедрила Primo, а также разработала и интегрировала интерфейс на иврите (включая графический дизайн и отображение текста) на основе тестирования удобства использования.

## Мероприятия по оценке библиотек
С 2007 года Библиотека регулярно проводит мероприятия по оценке Библиотеки, направленные на определение качества ее услуг на основе отзывов пользователей с помощью опросов удовлетворенности, юзабилити и фокус-групп. В этих опросах изучались: физическая среда, услуги, потребности пользователей, коллекция и пользовательские интерфейсы как в библиотеке, так и через удаленный доступ.
Раз в три года Библиотека проводит опрос удовлетворенности пользователей LibQUAL . LibQUAL, созданная и управляемая Ассоциацией исследовательских библиотек (ARL) в США, представляет собой международное исследование, которое проводилось в более чем 1000 академических библиотеках по всему миру. Библиотека Хайфского университета стала первой израильской библиотекой, участвовавшей в опросе и оказавшей помощь в разработке версии опроса на иврите.
Библиотека поддерживает специальный веб-сайт, на котором публикуются все мероприятия по оценке, результаты опросов и действия, предпринятые библиотекой в свете этих результатов.

## Директора библиотек и годы службы
- Моше Йогенштейн - 1963-1969 гг.
- Шмуэль Север - 1969-2000 гг.
- Барух Кипнис (z"l) - 2000-2005 гг.
- Орен Вайнберг – 2005–2011 гг., Научные руководители: проф. Хая Бар-Ицхак, проф. Яаков Барнаи, проф. Йоав Гелбер
- Пнина Эрез – 2011–2018 гг., Научный руководитель: проф. Йосси Циглер
- Наоми Грайдингер – 2018-, академический директор: проф. Дафна Эрдинест-Вулкан, проф. Дафна Рабан

## Фотогалерея
| - Вход и патио, южное крыло - Окна бывшей Библиотеки, выходящие на новое крыло. На заднем плане: башня Эшколь - Читальный зал, нижний уровень южного крыла - Аудитория библиотеки, первый уровень южного крыла - Собрание нееврейских периодических изданий, нижний уровень южного крыла |

## внешние ссылки
- lib.haifa.ac.il/index.php/en/ — официальный сайт Библиотека Юнеса и Сорайи Назарян
- IHP - Указатель периодических изданий на иврите
- Оценка библиотеки
- Поддержите библиотеку